# Promina (slätt)
Promina är en slätt i Kroatien. Den ligger i den södra delen av landet, 210 km söder om huvudstaden Zagreb. Arean är 139 kvadratkilometer.